# Gyula Kakas
Gyula Kakas (Budapest, 28 marzo 1875 – Budapest, 25 febbraio 1928) è stato un ginnasta ungherese.

## Biografia
Partecipò alle gare di ginnastica delle prime Olimpiadi moderne che si svolsero ad Atene nel 1896. Prese parte alla trave, alle parallele, al volteggio e al cavallo, senza risultati di rilievo.
Gareggiò anche nelle gare dei Giochi della II Olimpiade, nella ginnastica, arrivando all'88º posto. Partecipò anche ai Giochi olimpici intermedi, nel concorso individuale (5 eventi), nel concorso individuale (6 eventi) e nel concorso a squadre.